# Slagen vid Ypern
Tre blodiga slag under första världskriget stod runt den belgiska staden Ypern med omgivningar 1914, 1915 och 1917.

## Första slaget: 18/10 - 22/11 1914

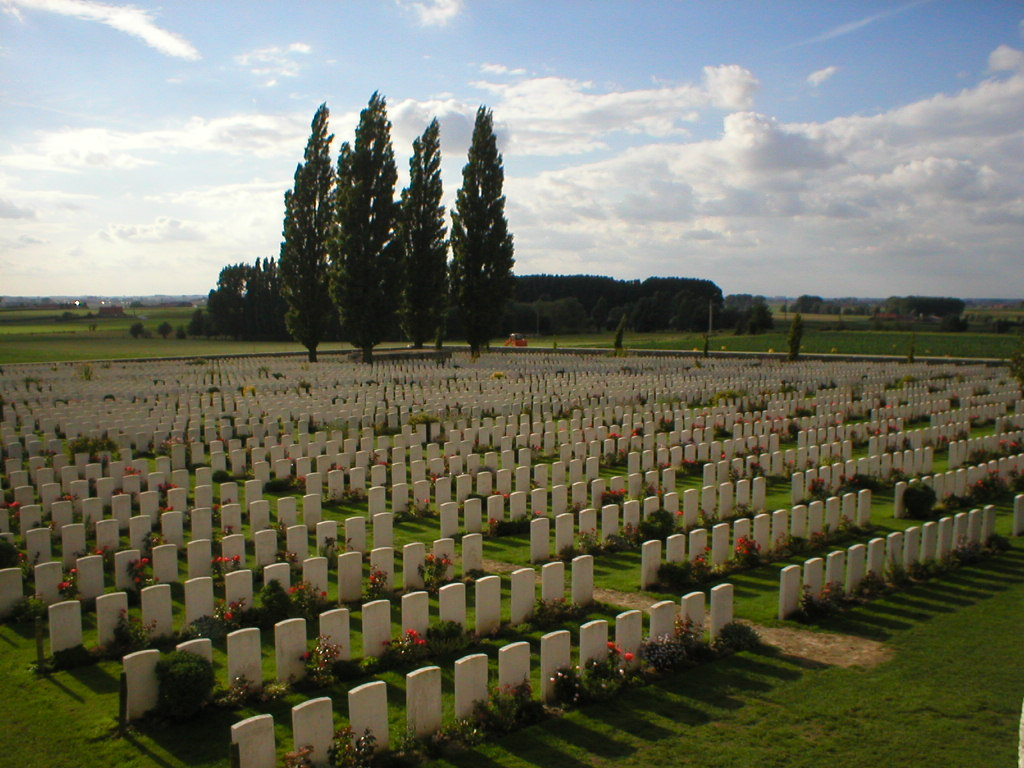
Den brittiska krigskyrkogården Tyne Cot med fallna från slagen vid Ypern

Anses vanligen vara den sista fasen av kapplöpningen till havet, efter att tyskar och ententen om vartannat försökt kringgå varandra på väg mot Engelska Kanalen. Den 18 oktober mötte ententen tyska trupper i Ypern och det är detta datum det första slaget inleds. Fruktlösa anfall från båda sidor kännetetecknade detta slag som sedan skulle bli det som kännetecknade västfronten. Tyska styrkor slog igenom den brittiska linjen mot slutet av slaget men slogs sen i spillror den 11 november. Slaget sägs vara avslutat den 22 november 1914.
Slaget kan sägas markera början på det blodiga ställningskrig som skulle pågå i fyra år. 
250 000 fransmän, belgare, britter och tyskar stupade, sårades eller anmäldes som saknade. 
Uttrycket Der Kindermord avser de tusentals tyska soldater från årsklass 1914 som stupade.

## Andra slaget: 22/4 - 25/5 1915
Tyskland bestämmer sig för en stor offensiv, den enda detta året från tysk sida, och inleder detta med ett nytt hemskt vapen - klorgas. Tyskarna släpper ut gas ur 5 730 gasbehållare och har sedan vissa framgångar. Men dåligt med reserver och rädsla för att komma för nära gasen gjorde att tyskarnas bästa chans detta år gick till spillo. Vad tyskarna erövrade fick de behålla, men någon större genombrytning var det inte fråga om. Gasanfallet var en fruktansvärd upplevelse för ententen. Det var första gången som kemiska stridsmedel i modern form, industriellt framställda och insatta i stor skala, kom till användning. 
Senare kom kanadensiska soldater på att gasen var vattenlöslig, och genom att dränka in tygstycken med vatten eller i vissa fall egen urin, och hålla för näsa och mun, lyckades dessa att konstruera de första gasmaskerna. 
Resultat blev att ententens linje blev lite förflyttad, men inget som påverkade i övrigt. Slaget mattades ut och betraktas som över den 25 maj. 58 000 man på ententens sida och 38 000 tyska stupade i detta slag.

## Tredje slaget: 31/7 - 6/11 1917

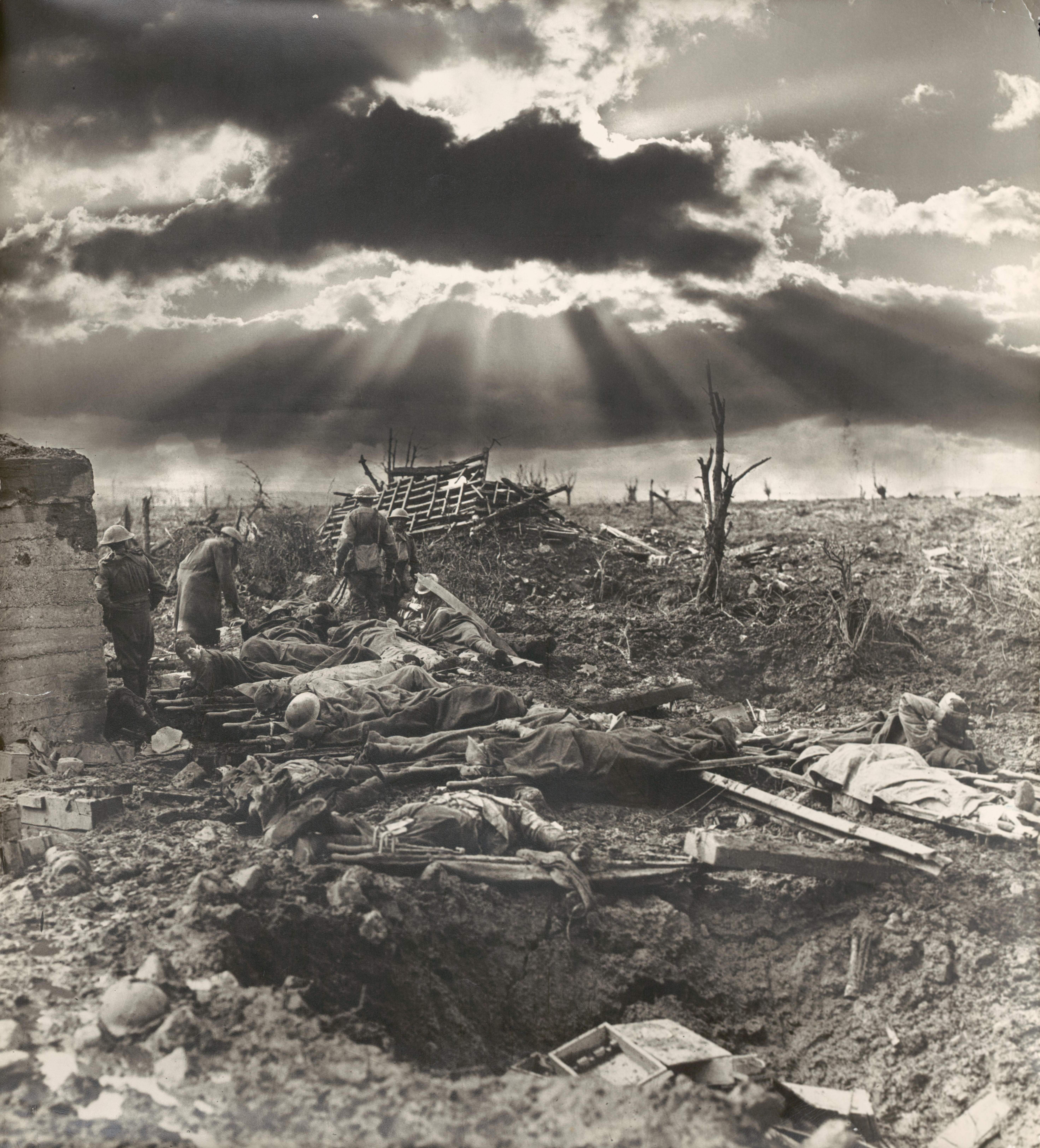
Från slaget vid Ypern 12 oktober 1917. Foto: Frank Hurley.

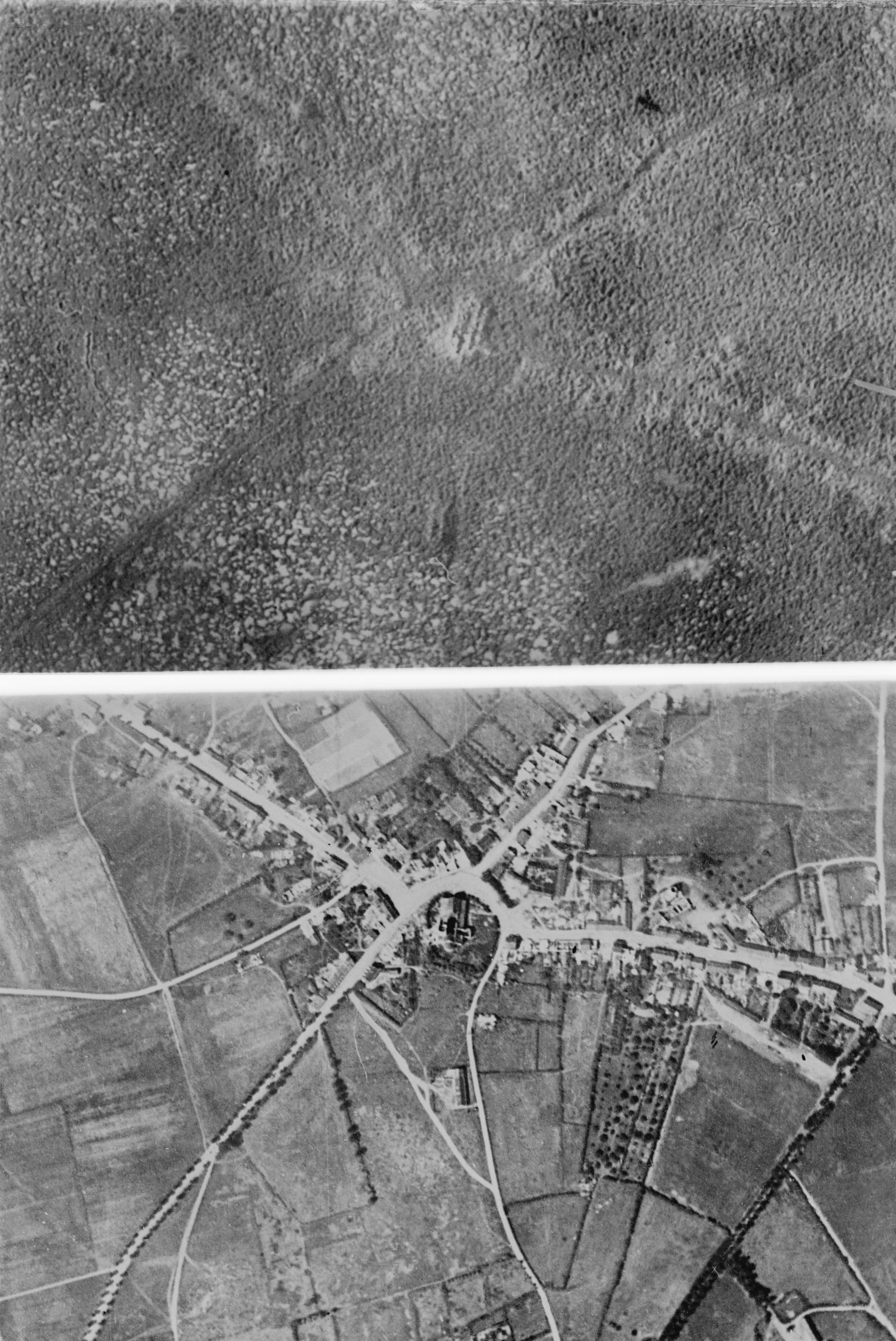
Passchendaele före och efter Tredje slaget vid Ypern

Detta blodiga slag kallas ibland slaget vid Passchendaele. Det började med att ententen, under Douglas Haig, inledde med en stor offensiv den 31 juli. Det som skulle följa var inte bara ett slag med många stupade, utan också ett där soldaterna skulle få utstå fruktansvärda förhållanden i leran. 
Inte mycket skulle vinnas i denna första offensiv, endast små framryckningar. Offensiven återupptogs den 10 augusti samt den 16, men återigen med små framsteg. Striderna kulminerade i den lilla byn Passchendaele (numera Passendale). Den 6 november erövrar kanadensiska soldater byn, eller det som varit en by (se fotot), och detta datum innebar slutet för det tredje slaget.
Förlusterna var stora: Britterna förlorade 245 000 man, fransmännen 8 000 och tyskarna 260 000.
Slaget betraktades till och med av samtida som meningslöst.

## Slagen
- Första slaget vid Ypern (19 oktober – 22 november 1914). "Race to the Sea". Mer än 250 000 dödsoffer.
- Andra slaget vid Ypern (22 april – 15 maj 1915). Den tyska arméns första massanvändning av giftgas. Cirka 100 000 dödsoffer.
- Slaget vid Passchendaele (31 juli – 10 november 1917) även känt som det tredje slaget vid Ypern. Mellan 400 000 och 800 000 dödsoffer.
- Slaget vid Lysen (9–29 april 1918) även känt som slaget vid Estaires eller det fjärde slaget vid Ypern. Cirka 200 000 dödsoffer.
- Femte slaget vid Ypern (28 september – 2 oktober 1918) ett informellt namn som gavs till en serie strider i norra Frankrike och södra Belgien, kända som Flanderns frammarsch. Omkring 10 000 allierade dödsoffer, Tyska dödsoffer okända.